# Provincia de Chiang Rai
Chiang Rai (en tailandés: เชียงราย) es la provincia (changwat) más al norte de Tailandia. Limita con las provincias de Phayao, Lampang y Chiang Mai, y además al norte con Birmania y Laos. Posee una superficie de 11.503 kilómetros cuadrados.

## Historia
Mangrai estableció Chiang Rai en 1262 y reinó en Chiang Rai hasta que en 1296 fundó Chiang Mai y se trasladó allí. Después de que Mangrai se trasladara a Chiang Mai, Phaya Chaisongkhram, hijo de Mangrai, gobernó Chiang Rai y más tarde Chiang Rai pasó a depender de Chiang Mai.
Lanna cayó bajo el dominio de Birmania en 1558, Birmania estableció entonces una aristocracia para gobernar la ciudad de Chiang Rai. Lanna se convirtió en una zona de lucha por el poder entre el Reino de Siam y los Birmanos. Más tarde, Chiang Rai se convirtió en una ciudad abandonada.
En 1843, el rey Rama III ordenó al rey de Chiang Mai que restaurara Chiang Rai de nuevo. Muchos años después, Chiang Rai se convirtió en provincia en 1910, tras formar parte del Reino de Lanna durante siglos.
La provincia de Chiang Rai ha sido un punto de tránsito para los refugiados rohingya de Myanmar (Birmania) que son transportados allí desde el distrito de Sangkhlaburi, en Kanchanaburi.

## Geografía
La elevación promedio de la provincia es de 580 m. El norte de la provincia pertenece al afamado Triángulo Dorado, en donde los límites de Tailandia, Laos y Myanmar convergen, y que es un área muy insegura debido al tráfico de droga que ocurre en esos límites. El río Mekong forma el límite con Laos, el río Mae Sai y el río Ruak con Myanmar. El río Kok pasa a través de la misma ciudad de Chiang Rai.

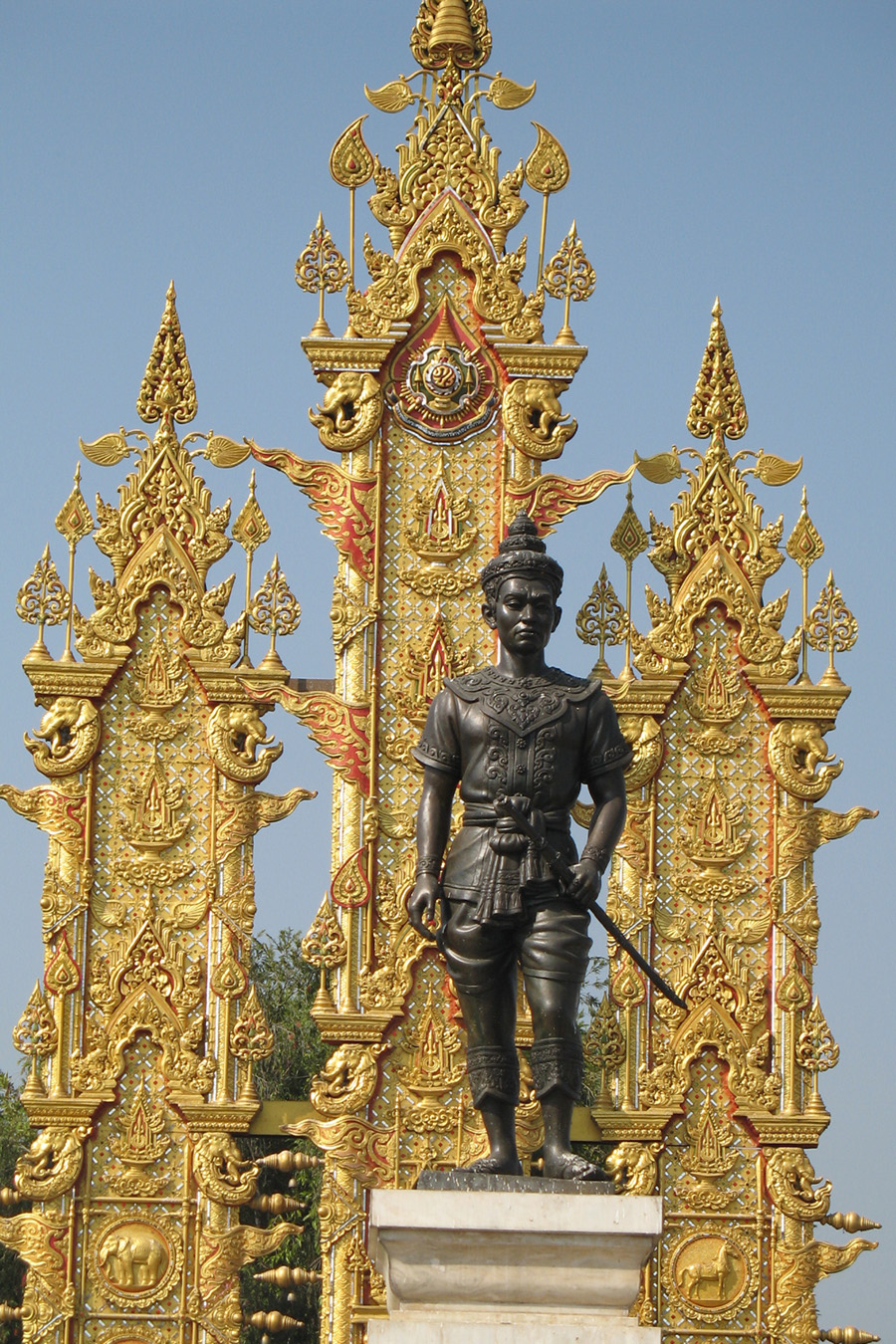
Monumento al Rey Mengrai en la Provincia Chiang Rai.

Mientras la parte este de la provincia se compone de valles relativamente planos, la parte oeste consiste de terreno montañoso. Aunque no es la mayor elevación de la provincia, el cerro Doi Tung, con 1322 m. es el cerro más importante. El templo de Wat Phra That Doi Tung en la punta del cerro, de acuerdo a las crónicas, data del año 911. Cerca del templo esta la villa real de Doi Tung, antigua residencia de la princesa-madre Somdej Phra Srinagarindra. Gracias a su influencia los cerros fueron reforestados, y las tribus del cerro cambiaron su cultivo de amapolas por otros cultivos.

## Demografía
La mayoría de la población es de la etnia Thai, pero el 12.5% de la población pertenece a las tribus de la montaña, una minoría del Norte de Tailandia. También existe una minoría de descendientes chinos,  principalmente descendientes de soldados del Kuomintang que se asentaron en la región.

### Grupos étnicos

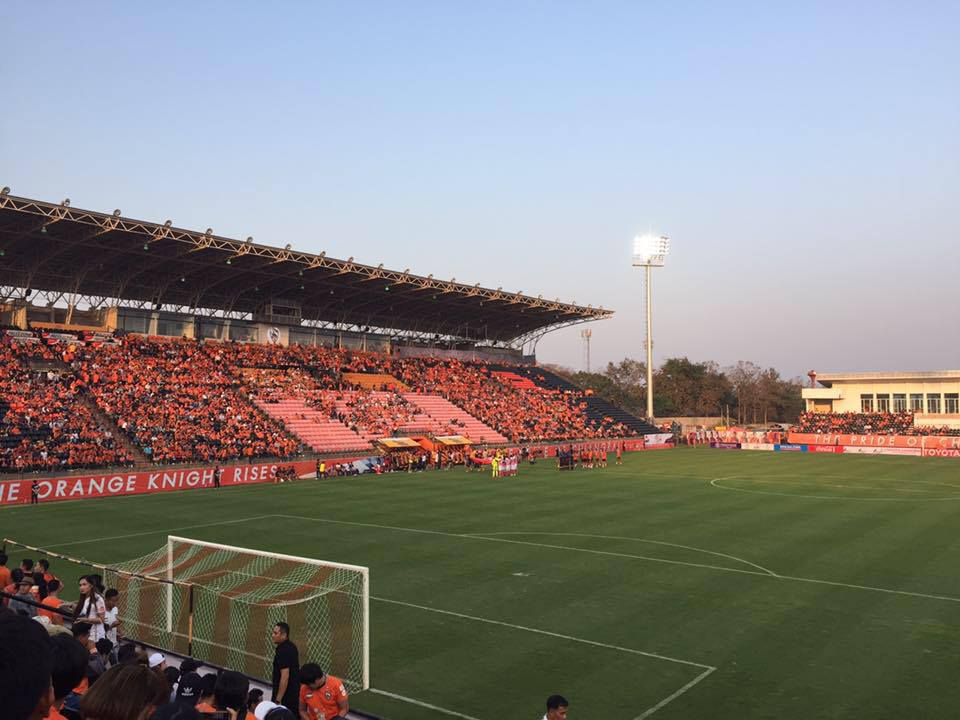
Estadio Singha

- Los Khon Muang son los habitantes de la ciudad, originarios de Chiang Mai, Lamphun, Lampang y Phrae. Construyen sus casas de una sola planta con adornos de madera en el frontón llamados "ka-lae". Son conocidos por su artesanía en la talla de madera, el tejido, la cerámica y los instrumentos musicales.

- Los Tai Yai (ไทใหญ่) (Shan) son un grupo étnico Tai que vive principalmente en el actual estado de Shan, en Birmania, y también en la provincia de Mae Hong Son, en Tailandia. Cultivan arroz, crían ganado y comercian. Su artesanía se basa en el tejido, la cerámica, la talla de madera y la cerámica de bronce.

- Los akha tienen la mayor población de todas las tribus de las colinas de la región. Originarios del Tíbet y del sur de China, viven en terrenos elevados a unos 1.200 metros sobre el nivel del mar. En sus pueblos construyen puertas espirituales para protegerse de los espíritus malignos.

- Los lahu (musor) también son de la zona de Yunnan y viven en zonas altas. Son conocidos como cazadores y agricultores. Los Karen viven en varias zonas de la región que tienen valles y riberas.

- Los Chin Haw de Chiang Rai proceden principalmente del antiguo ejército del Kuomintang (KMT) que se refugió en la zona, principalmente en Santikhiri (antes Mae Salong).

- Los hmong, procedentes del sur de China, habitan en terrenos elevados. Crían ganado y cultivan arroz, maíz, tabaco y col. También son conocidos por sus bordados y su plata.

- Los Tai Lue (Dai) viven en viviendas de una sola habitación de madera construidas sobre postes altos. Son muy hábiles tejiendo.

- Los lisu, procedentes del sur de China (Tíbet), son famosos por sus coloridas vestimentas y también construyen sus viviendas sobre altos pilotes. Cosechan arroz y maíz y sus hombres son expertos en la caza.

- Los yao (mien) viven en las laderas de las montañas y cultivan maíz y otros productos. Son hábiles herreros, plateros y bordadores.

## Símbolos
El escudo de la provincia muestra un elefante blanco, el símbolo real, recordando que Chiang Rai fue fundada por el rey Mengrai, según la leyenda, porque a su elefante le gustaba el lugar.
El árbol provincial es el jazmín (Radermachera ignea), y la flor provincial es la trompeta naranja (Pyrostegia venusta).
El antiguo lema provincial era "เหนือสุดในสยาม อร่ามดอยตุง ผดุงวัฒนธรรม รสล้ำข้าวสาร หอมหวานลิ้นจี่ สตรีโสภา ชาเลิศรส สัปปะรดนางแล", 'La más septentrional de Siam, la hermosa Doi Tung, depositaria de la cultura, el arroz más delicioso, el lichi dulce y fragante, las mujeres hermosas, el té de mejor sabor, la piña de Nang Lae, la fuente del siluro gigante".

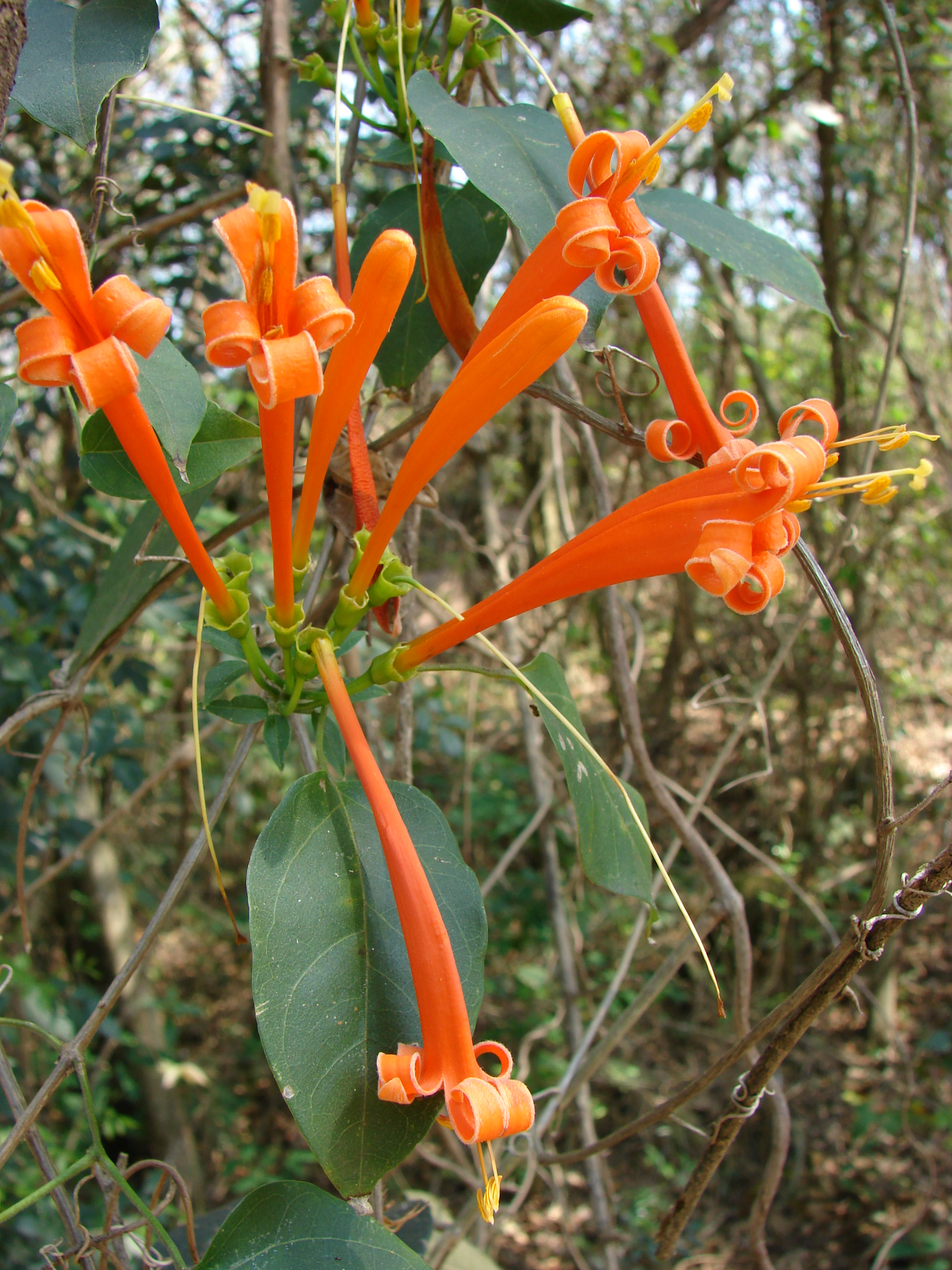
Flor oficial de la provincia.

El lema actual es "เหนือสุดในสยาม ชายแดนสามแผ่นดิน ถิ่นวัฒนธรรมล้านนนา ล้ำค่าพระธาตุดอยตุง", 'La más septentrional de Siam, frontera de tres tierras, hogar de la cultura Lan Na y del templo Doi Tung'.

## Divisiones administrativas
La provincia está subdividida en 18 distritos (amphoe). Estos a su vez están divididos en 124 subdistritos (tambon) y 1510 aldeas (muban).

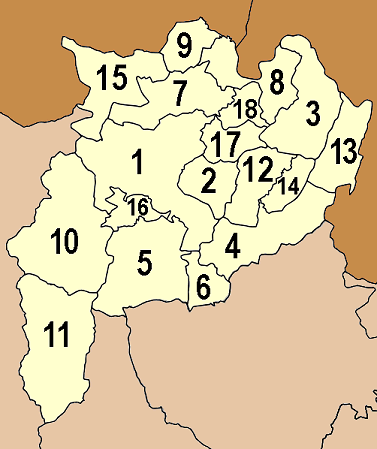
Mapa numerado de los Amphoe.

| Amphoe | |
| --- | --- |
| 1. Mueang Chiang Rai 2. Wiang Chai 3. Chiang Khong 4. Thoeng 5. Phan 6. Pa Daet 7. Mae Chan 8. Chiang Saen 9. Mae Sai | 1. Mae Suai 2. Wiang Pa Pao 3. Phaya Mengrai 4. Wiang Kaen 5. Khun Tan 6. Mae Fa Luang 7. Mae Lao 8. Wiang Chiang Rung 9. Doi Luang |